# Nati il 6 novembre
| Questa pagina contiene informazioni ricavate automaticamente dalle voci biografiche con l'ausilio del template Bio e di un bot. L'aggiornamento è periodico e automatico e ricostruisce completamente la pagina. Se manca una persona in questa lista, sei pregato di non aggiungerla, ma accertati piuttosto che la sua voce biografica contenga il template Bio e che i dati anagrafici siano correttamente compilati. Se il template Bio manca, inseriscilo tu stesso o, in alternativa, metti l'avviso {{tmp\|Bio}} che ne segnala la mancanza. Se i dati riportati sono sbagliati, correggi direttamente la voce biografica; le modifiche saranno visibili in questa lista entro pochi giorni. Per chiarimenti vedi il progetto biografie. La lista contiene solo le 1.082 persone che sono citate nell'enciclopedia e per le quali è stato implementato correttamente il template Bio. Pagina aggiornata al 17 ago 2025. |

## I secolo(1)
- 15 - Agrippina minore, nobildonna e imperatrice romana († 59)

## VIII secolo(1)
- 745 - Musa al-Kazim, imam († 799)

## XIV secolo(2)
- 1324 - Leonardo Frescobaldi, politico e scrittore italiano
- 1391 - Edmondo Mortimer, V conte di March, nobile britannico († 1425)

## XV secolo(3)
- 1479 - Giovanna di Castiglia, regina († 1555)
- 1479 - Filippo I di Baden, nobile tedesco († 1533)
- 1494 - Solimano il Magnifico, sultano ottomano († 1566)

## XVI secolo(9)
- 1530 - Josias Simmler, teologo e umanista svizzero († 1576)
- 1533 - Ludovico II de Torres, arcivescovo cattolico, diplomatico e giurista spagnolo († 1584)
- 1534 - Joachim Camerarius il Giovane, medico, botanico e naturalista tedesco († 1598)
- 1550 - Karin Månsdotter, regina svedese († 1612)
- 1562 - Francesco Sforza, cardinale italiano († 1624)
- 1565 - Ippolita d'Este, nobildonna italiana († 1602)
- 1576 - Carlo Günther di Schwarzburg-Rudolstadt, nobiluomo tedesco († 1630)
- 1578 - Massimiliano del Liechtenstein, generale austriaco
- 1596 - Jeanne Chézard de Matel, religiosa francese († 1670)

## XVII secolo(12)
- 1607 - Sigmund Theophil Staden, organista e compositore tedesco († 1655)
- 1617 - Leopoldo de' Medici, cardinale italiano († 1675)
- 1636 - Enrichetta Adelaide di Savoia, nobile († 1676)
- 1645 - Johann Gottfried von Guttenberg, vescovo cattolico tedesco († 1698)
- 1661 - Carlo II di Spagna, sovrano spagnolo († 1700)
- 1671 - Colley Cibber, drammaturgo e attore teatrale inglese († 1757)
- 1672 - Carlo Agostino Badia, compositore italiano († 1738)
- 1672 - Francesco Gallo, architetto italiano († 1750)
- 1674 - Niccolò Forteguerri, poeta e presbitero italiano († 1735)
- 1682 - Alessandro Borgia, arcivescovo cattolico e storico italiano († 1764)
- 1692 - Louis Racine, poeta e traduttore francese († 1763)
- 1694 - Francesco Maria Manzi, arcivescovo cattolico italiano († 1774)

## XVIII secolo(38)
- 1706 - William Tans'ur, compositore e insegnante inglese († 1783)
- 1708 - Gregorio Babbi, tenore italiano († 1768)
- 1711 - Andrés Piquer, scrittore, filosofo e logico spagnolo († 1772)
- 1713 - Thomas Osborne, IV duca di Leeds, nobile, politico e magistrato inglese († 1789)
- 1715 - Carlo Andrea Rana, architetto e matematico italiano († 1804)
- 1721 - Federico di Gesù, teologo tedesco († 1788)
- 1725 - Fëdor Jur'evič Frejman, generale russo († 1796)
- 1730 - Leonardo Antonelli, cardinale e vescovo cattolico italiano († 1811)
- 1744 - Miguel Carlos José de Noronha e Abranches, cardinale portoghese († 1803)
- 1745 - Charles Dillon, XII visconte Dillon, politico irlandese († 1813)
- 1748 - Carlo Labruzzi, pittore, disegnatore e incisore italiano († 1817)
- 1750 - Carlo Aurelio Widmann, ammiraglio italiano († 1798)
- 1751 - Alexandre de Gouveia, missionario e vescovo cattolico portoghese († 1808)
- 1753 - George Beaumont, nobile, mecenate e collezionista d'arte britannico († 1827)
- 1753 - Jean-Baptiste Bréval, compositore e violoncellista francese († 1823)
- 1754 - Federico I di Württemberg, re († 1816)
- 1755 - Stanisław Staszic, presbitero, filosofo e scrittore polacco († 1826)
- 1757 - Louis Abel Beffroy De Reigny, drammaturgo e giornalista francese († 1811)
- 1757 - Giuseppe Zurlo, giurista e politico italiano († 1828)
- 1766 - Carlo Botta, storico e politico italiano († 1837)
- 1769 - Francesco Maria Appendini, storico e letterato italiano († 1837)
- 1771 - Alois Senefelder, inventore e commediografo austriaco († 1834)
- 1773 - Henry Hunt, politico e pubblicista inglese († 1835)
- 1774 - Joseph Récamier, ginecologo francese († 1852)
- 1776 - Mauro Bernardini, letterato e religioso italiano († 1844)
- 1779 - Giuseppe Negri, politico italiano († 1862)
- 1781 - Giovanni Plana, matematico, astronomo e geodeta italiano († 1864)
- 1784 - Laure Junot d'Abrantès, scrittrice francese († 1838)
- 1784 - Antonio Fontana, presbitero e pedagogista svizzero († 1865)
- 1785 - Charles-René de Bombelles, nobile, militare e politico francese († 1856)
- 1788 - Giuseppe Donizetti, compositore italiano († 1856)
- 1792 - Carlo Bernardo Mosca, ingegnere, architetto e politico italiano († 1867)
- 1793 - Federico Günther di Schwarzburg-Rudolstadt, nobile († 1867)
- 1794 - Aimable Pélissier, generale francese († 1864)
- 1796 - George Back, ammiraglio e esploratore britannico († 1878)
- 1796 - Leopoldo II di Lippe, principe tedesco († 1851)
- 1797 - Gabriel Andral, medico francese († 1876)
- 1800 - Eduard Grell, compositore, organista e docente tedesco († 1886)

## XIX secolo(142)
- 1807 - Leonardo Alenza y Nieto, pittore e illustratore spagnolo († 1845)
- 1808 - Friedrich Julius Richelot, matematico tedesco († 1875)
- 1809 - Rudolf Kohlrausch, fisico tedesco († 1858)
- 1811 - Giovanni Flechia, glottologo e indologo italiano († 1892)
- 1811 - Markijan Semenovyč Šaškevyč, poeta e scrittore ucraino († 1843)
- 1812 - Enrico Guicciardi, politico italiano († 1895)
- 1813 - Maria Crocifissa Di Rosa, religiosa italiana († 1855)
- 1813 - Giuseppe Fogazzaro, presbitero e insegnante italiano († 1901)
- 1813 - Noël Guéneau de Mussy, medico francese († 1885)
- 1814 - William Wells Brown, scrittore, commediografo e storico statunitense († 1884)
- 1814 - Adolphe Sax, inventore belga († 1894)
- 1816 - Camillo Aldobrandini, militare e nobile italiano († 1902)
- 1816 - David Levi, poeta, patriota e politico italiano († 1898)
- 1817 - Charles James Brenham, politico statunitense († 1876)
- 1817 - Giuseppe Campi Bazan, politico e prefetto italiano († 1885)
- 1818 - Balthazard Billiet, politico francese († 1871)
- 1819 - Nicola Bruni Grimaldi, politico italiano († 1893)
- 1820 - Raffaello Foresi, letterato italiano († 1876)
- 1820 - Carlo Ponti, fotografo e ottico svizzero († 1893)
- 1821 - Gordon Granger, generale statunitense († 1876)
- 1822 - Vito La Mantia, giurista italiano († 1904)
- 1822 - Fritz Zuber-Bühler, pittore svizzero († 1896)
- 1824 - Edoardo Driquet, generale, politico e agente segreto italiano († 1916)
- 1824 - Jan Pieter Six, numismatico e antiquario olandese († 1899)
- 1825 - Charles Garnier, architetto francese († 1898)
- 1825 - Luigi Marchesi, pittore italiano († 1862)
- 1828 - Adolph Northen, pittore tedesco († 1876)
- 1831 - Anna Leonowens, scrittrice, educatrice e attivista britannica († 1915)
- 1833 - Jonas Lie, scrittore norvegese († 1908)
- 1834 - Davide Lazzaretti, predicatore italiano († 1878)
- 1835 - Heinrich Gross, rabbino tedesco († 1910)
- 1835 - Cesare Lombroso, medico, antropologo e filosofo italiano († 1909)
- 1836 - Filippo Chiappini, poeta italiano († 1905)
- 1836 - Eleonoro Pasini, politico italiano († 1918)
- 1837 - Egisto Sarri, pittore italiano († 1901)
- 1838 - Domenico Gnoli, poeta, storico dell'arte e bibliotecario italiano († 1915)
- 1838 - Ulrich Köhler, storico e epigrafista tedesco († 1903)
- 1841 - Armand Fallières, politico francese († 1931)
- 1841 - Filomena Pennacchio, brigante italiana († 1915)
- 1843 - William James Craig, editore britannico († 1906)
- 1843 - Natale Palummo, magistrato e politico italiano († 1931)
- 1844 - Francois Maurice Allotte de la Füye, militare, archeologo e numismatico francese († 1939)
- 1844 - Giovanni Previtera, vescovo cattolico italiano († 1903)
- 1844 - Ettore Vitale, ingegnere italiano († 1935)
- 1845 - Beniamino Cesi, pianista e compositore italiano († 1907)
- 1846 - Caspar René Gregory, teologo e filologo statunitense († 1917)
- 1847 - Ugo Balzani, storico italiano († 1916)
- 1847 - Lothar Meggendorfer, illustratore tedesco († 1925)
- 1850 - Ernest von Koerber, politico austriaco († 1919)
- 1851 - Giovanni Auteri Berretta, avvocato e politico italiano († 1929)
- 1851 - Charles Dow, giornalista statunitense († 1902)
- 1852 - Giulio Masnada, ebanista e intarsiatore italiano († 1926)
- 1854 - Cesare Laurenti, pittore, scultore e architetto italiano († 1936)
- 1854 - John Philip Sousa, compositore e direttore di banda statunitense († 1932)
- 1855 - Dmytro Ivanovyč Javornyc'kyj, storico, archeologo e etnografo ucraino († 1940)
- 1855 - Louis Muraton, pittore francese († 1919)
- 1856 - Ernesto Cianciolo, politico e avvocato italiano († 1905)
- 1856 - Nikolaj Nikolaevič Romanov, nobile russo († 1929)
- 1857 - Giovanni Boicelli, ingegnere italiano († 1917)
- 1857 - Alexander Kolisko, patologo austriaco († 1919)
- 1857 - Tony Tollet, pittore francese († 1953)
- 1858 - Fanny Hjelm, pittrice svedese († 1944)
- 1858 - Caran d'Ache, disegnatore e umorista francese († 1909)
- 1861 - Thomas Watt Gregory, politico e avvocato statunitense († 1933)
- 1861 - Dennis Miller Bunker, pittore statunitense († 1890)
- 1861 - James Naismith, docente, allenatore di pallacanestro e inventore canadese († 1939)
- 1862 - Emilio Tiraboschi, medico italiano († 1913)
- 1863 - Archibald Thomas Robertson, grecista, teologo e predicatore statunitense († 1934)
- 1865 - William Boog Leishman, medico e generale scozzese († 1926)
- 1866 - Johannes Jørgensen, scrittore e poeta danese († 1956)
- 1867 - Gaetano Badii, storico e bibliotecario italiano († 1937)
- 1869 - Arthur Lyon Bowley, statistico e economista britannico († 1957)
- 1869 - Guglielmo Amedeo Lori, pittore italiano († 1913)
- 1869 - Ricardo Severo, architetto, ingegnere e archeologo portoghese († 1940)
- 1870 - Herbert Samuel, politico britannico († 1963)
- 1872 - Michel Frédérick, ciclista su strada svizzero († 1912)
- 1874 - Muhammad Zaman Khan, principe pakistano († 1936)
- 1875 - Pompeo Aloisi, ammiraglio, agente segreto e diplomatico italiano († 1949)
- 1875 - Giuseppe Bruccoleri, avvocato, giornalista e scrittore italiano († 1937)
- 1875 - Roland Burrage Dixon, antropologo statunitense († 1934)
- 1875 - Camilla Pasini, soprano italiano († 1935)
- 1876 - Luigi Miraglia, ammiraglio e politico italiano († 1972)
- 1876 - Everett Shinn, pittore statunitense († 1953)
- 1877 - Kaspar Hassel, velista norvegese († 1962)
- 1877 - Albert Tafel, esploratore, etnografo e medico tedesco († 1935)
- 1878 - Kurt Goldstein, neurologo e psichiatra tedesco († 1965)
- 1879 - Kazimieras Būga, glottologo e linguista lituano († 1924)
- 1880 - Yoshisuke Aikawa, imprenditore e politico giapponese († 1967)
- 1880 - Victor-Léon-Ernest Denain, generale e aviatore francese († 1952)
- 1880 - Robert Musil, scrittore e drammaturgo austriaco († 1942)
- 1880 - George Poage, ostacolista e velocista statunitense († 1962)
- 1880 - William Varley, canottiere statunitense († 1968)
- 1881 - Fratelli Collyer, statunitense († 1947)
- 1881 - Marie-Luise Dissard, partigiana francese († 1957)
- 1881 - Generoso del Santissimo Crocifisso, presbitero e teologo italiano († 1966)
- 1881 - Otozō Yamada, generale giapponese († 1965)
- 1882 - Feng Yuxiang, generale e politico cinese († 1948)
- 1882 - Thomas H. Ince, regista cinematografico, produttore cinematografico e sceneggiatore statunitense († 1924)
- 1882 - Francesco Fulgenzio Lazzati, vescovo cattolico italiano († 1932)
- 1883 - Giuseppe Fietta, cardinale italiano († 1960)
- 1883 - Anders Hylander, ginnasta svedese († 1967)
- 1883 - Mario Longoni, politico italiano († 1959)
- 1886 - Ida Barney, astronoma statunitense († 1982)
- 1886 - Marinella Bragaglia, attrice teatrale italiana († 1918)
- 1886 - Gus Kahn, paroliere tedesco († 1941)
- 1886 - André Marty, politico e antifascista francese († 1956)
- 1886 - Edward Owen, mezzofondista britannico († 1949)
- 1886 - Billy Wood, lottatore britannico († 1971)
- 1887 - Albert Alden, pistard britannico († 1965)
- 1887 - Walter Johnson, giocatore di baseball e allenatore di baseball statunitense († 1946)
- 1887 - Ladislav Žemla, tennista ceco († 1955)
- 1888 - Pietro Baccanelli, politico italiano († 1964)
- 1889 - Giovanni Battista Adonnino, avvocato e politico italiano († 1973)
- 1889 - Gabriel Hanot, calciatore e giornalista francese († 1968)
- 1889 - Louis Olagnier, calciatore francese († 1964)
- 1890 - Alfonso Castaldo, cardinale e arcivescovo cattolico italiano († 1966)
- 1890 - Alphonse Fonson, ciclista su strada belga († 1972)
- 1891 - Neil Kensington Adam, chimico inglese († 1973)
- 1891 - Giovanni Buitoni, imprenditore e politico italiano († 1979)
- 1891 - Enno von Rintelen, generale tedesco († 1971)
- 1892 - Wilbert Melville, regista e sceneggiatore statunitense († 1965)
- 1892 - Ole Olsen, attore e comico statunitense († 1963)
- 1892 - Harold Ross, giornalista statunitense († 1951)
- 1893 - Edsel Ford, imprenditore statunitense († 1943)
- 1893 - Roman Schmidt, aviatore austro-ungarico († 1959)
- 1893 - Giuseppe Zampieri, politico italiano († 1976)
- 1894 - Vanni Rossi, pittore italiano († 1973)
- 1896 - Filippo d'Assia, politico tedesco († 1980)
- 1896 - Marcello Caracciolo, costumista italiano († 1965)
- 1896 - Volfango d'Assia-Kassel, principe († 1989)
- 1897 - Italico Baccelli, politico italiano
- 1897 - Maurice Gillis, calciatore belga († 1980)
- 1897 - Nikolaj Suetin, designer e grafico russo († 1954)
- 1898 - Suzanne Comhaire-Sylvain, antropologa e linguista haitiana († 1975)
- 1898 - Jan Kamman, fotografo e pittore olandese († 1983)
- 1898 - Louise Goff Reece, politica statunitense († 1970)
- 1898 - Luis Vaccaro, calciatore argentino
- 1899 - Francis Lederer, attore statunitense († 2000)
- 1900 - Pavel Alekseevič Kuročkin, generale sovietico († 1989)
- 1900 - Fermo Marelli, imprenditore e dirigente d'azienda italiano († 1990)
- 1900 - Umberto Riccobaldi, calciatore italiano († 1980)
- 1900 - Luigi Davide Roveda, calciatore italiano († 1977)

## XX secolo(854)
- 1901 - Richard Ithamar Aaron, filosofo gallese († 1987)
- 1901 - Juanita Hall, attrice e cantante statunitense († 1968)
- 1901 - Gianni Ortelli, cestista italiano
- 1901 - Jean-Baptiste Urrutia, arcivescovo cattolico e missionario francese († 1979)
- 1901 - Yang Kaihui, politica cinese († 1930)
- 1902 - Josef Grohé, politico tedesco († 1987)
- 1902 - Natalie Joyce, attrice statunitense († 1992)
- 1902 - Wiktor Kemula, chimico polacco († 1985)
- 1902 - Antonio Roasio, partigiano e politico italiano († 1986)
- 1903 - Seymour Lipton, scultore statunitense († 1986)
- 1903 - June Marlowe, attrice statunitense († 1984)
- 1903 - Domingos Monteiro, avvocato, poeta e scrittore portoghese († 1980)
- 1903 - Khalid al-Azm, politico siriano († 1965)
- 1904 - James Hanson, calciatore inglese
- 1904 - Selena Royle, attrice statunitense († 1983)
- 1904 - Mario Zotta, politico italiano († 1963)
- 1905 - Henri Ellenberger, psichiatra svizzero († 1993)
- 1905 - Pierre Gemayel, politico libanese († 1984)
- 1905 - Ruth Selwyn, produttrice teatrale e attrice statunitense († 1954)
- 1905 - Mario Tadini, imprenditore e pilota automobilistico italiano († 1983)
- 1906 - Gustav Almgren, schermidore svedese († 1936)
- 1906 - Arne Skaug, economista, politico e diplomatico norvegese († 1974)
- 1906 - Bertie Fulton, calciatore nordirlandese († 1979)
- 1906 - Emma Lehmer, matematica russa († 2007)
- 1906 - Gustavo Thorlichen, fotografo e pittore tedesco († 1986)
- 1906 - Demetrio Vallejo, attivista e politico messicano († 1985)
- 1907 - Aldo Oriani, calciatore italiano († 1960)
- 1907 - Delfim Santos, filosofo e scrittore portoghese († 1966)
- 1907 - Raymond Savignac, pubblicitario francese († 2002)
- 1907 - Renato Treves, filosofo e sociologo italiano († 1992)
- 1907 - Rafael Zabaleta, pittore spagnolo († 1960)
- 1908 - Tony Canzoneri, pugile statunitense († 1959)
- 1908 - Raymond Dextreit, medico francese († 2001)
- 1908 - Françoise Dolto, pediatra e psicoanalista francese († 1988)
- 1908 - Bertil Ericsson, calciatore svedese († 2002)
- 1908 - Ludwig Landen, canoista tedesco († 1985)
- 1908 - Roberto Mazzetti, pedagogista italiano († 1981)
- 1908 - Tom Moone, hockeista su ghiaccio statunitense († 1986)
- 1908 - Teizō Takeuchi, calciatore giapponese († 1946)
- 1909 - Marjorie Clark, altista, ostacolista e velocista sudafricana († 1993)
- 1909 - Giuseppe Graglia, ciclista su strada italiano († 1996)
- 1909 - Erich Lachmann, militare tedesco († 1972)
- 1909 - Augie Vander Meulen, cestista statunitense († 1993)
- 1910 - Ugo Gastaldi, storico italiano († 2007)
- 1910 - Erik Ode, attore, regista e doppiatore tedesco († 1983)
- 1910 - Miguel Reale, giurista, filosofo e politico brasiliano († 2006)
- 1910 - Sarban, scrittore e diplomatico britannico († 1989)
- 1910 - Irene Ware, attrice statunitense († 1993)
- 1911 - Walter Alsford, calciatore inglese († 1968)
- 1911 - Olivier Costa de Beauregard, fisico francese († 2007)
- 1911 - Giuseppe Bonini, calciatore italiano
- 1911 - Luigi Broglio, ingegnere e militare italiano († 2001)
- 1911 - Tani Yutaka, agente segreto giapponese († 1942)
- 1912 - Corrado Banchi, fotografo italiano († 1999)
- 1912 - George Cakobau, politico figiano († 1989)
- 1912 - George Lichtheim, scrittore tedesco († 1973)
- 1912 - Enrico Longinotti, imprenditore e dirigente sportivo italiano († 1979)
- 1912 - Rino Mordacci, scultore e pittore italiano († 2007)
- 1912 - Paolo Emilio Taviani, politico, storico e economista italiano († 2001)
- 1912 - Nello Tedeschini, calciatore italiano († 1996)
- 1913 - Paolo Canazza Ronzan, calciatore italiano
- 1913 - Roy Lewis, scrittore, giornalista e editore inglese († 1996)
- 1914 - Manfredo Bertini, partigiano italiano († 1944)
- 1914 - Joseph Chatt, chimico britannico († 1994)
- 1914 - Francesco Paolo De Rosalia, calciatore italiano († 1983)
- 1914 - Jadwiga Głażewska, cestista, pallamanista e discobola polacca († 1979)
- 1914 - Jonathan Harris, attore e doppiatore statunitense († 2002)
- 1915 - Peter Thomas Bauer, economista ungherese († 2002)
- 1915 - Ugo Del Curto, militare e aviatore italiano († 1941)
- 1915 - Georges Martin, ciclista su strada francese († 2010)
- 1915 - Duilio Mengozzi, presbitero e insegnante italiano († 2005)
- 1915 - Maria Giovanna Albertoni Pirelli, filantropa italiana († 1970)
- 1915 - Pietro Sissa, scrittore italiano († 1989)
- 1915 - Giovanni Tavoletti, calciatore italiano († 1999)
- 1915 - Giulio Venini, militare italiano († 1941)
- 1915 - Nicanor Yñiguez, politico filippino († 2007)
- 1916 - Ray Conniff, compositore, direttore d'orchestra e trombonista statunitense († 2002)
- 1916 - Pasquale Discepolo, ingegnere e mineralogista italiano († 1995)
- 1916 - Adalgiso Fior, poeta italiano († 1978)
- 1916 - Raffaele Sciorilli Borrelli, politico italiano († 2001)
- 1917 - Bob Carpenter, cestista e allenatore di pallacanestro statunitense († 1997)
- 1917 - Sharof Rashidov, giornalista e politico sovietico († 1983)
- 1917 - Harlan Warde, attore statunitense († 1980)
- 1917 - Edgar Whitcomb, politico statunitense († 2016)
- 1918 - Pierantonino Berté, giornalista, politico e poeta italiano († 2015)
- 1918 - Enrico Santià, calciatore italiano († 1996)
- 1919 - Bill Amor, calciatore inglese († 1988)
- 1919 - Christoph Probst, antifascista tedesco († 1943)
- 1919 - Sophia de Mello Breyner Andresen, poetessa portoghese († 2004)
- 1919 - Jaime Elías Casas, calciatore spagnolo († 1977)
- 1919 - Bruno Galas, militare italiano († 1941)
- 1919 - Norman Lane, canoista canadese († 2014)
- 1919 - Michel Spanneut, presbitero e teologo francese († 2014)
- 1920 - Hans-Peter Friedländer, calciatore svizzero († 1999)
- 1920 - Nicola Rossi-Lemeni, basso italiano († 1991)
- 1921 - Viscardo Azzi, militare italiano († 2011)
- 1921 - James Jones, scrittore statunitense († 1977)
- 1921 - Rinaldo Martino, calciatore argentino († 2000)
- 1922 - Domenico Cazzato, politico italiano († 1994)
- 1922 - Michel Crozier, sociologo francese († 2013)
- 1922 - Lenin Mancuso, militare italiano († 1979)
- 1922 - Tom Meyer, cestista statunitense († 2019)
- 1922 - Giacomo Ros, politico italiano († 2012)
- 1923 - Renato Capecchi, baritono italiano († 1998)
- 1923 - Aleksandra Čudina, multiplista, giavellottista e lunghista sovietica († 1990)
- 1923 - Nininho, calciatore brasiliano († 1997)
- 1923 - Donald Houston, attore britannico († 1991)
- 1924 - William Auld, poeta, traduttore e esperantista britannico († 2006)
- 1924 - Bruno Canfora, direttore d'orchestra, compositore e arrangiatore italiano († 2017)
- 1924 - Edilio Capotosti, pianista, compositore e direttore d'orchestra italiano († 1996)
- 1924 - Ted Hartley, attore statunitense
- 1924 - Paolo Schiavocampo, pittore e scultore italiano († 2022)
- 1925 - Jean Aurel, sceneggiatore e regista francese († 1996)
- 1925 - Michel Bouquet, attore francese († 2022)
- 1925 - Ettore Cenci, musicista italiano († 2018)
- 1925 - Antonello Falqui, regista italiano († 2019)
- 1925 - Franz Pelikan, calciatore austriaco († 1994)
- 1925 - Jack Phelan, cestista statunitense († 2021)
- 1925 - Francesco Squillace, avvocato e politico italiano († 2020)
- 1926 - Géza Henni, allenatore di calcio e calciatore ungherese († 2014)
- 1926 - Edouard Saouma, funzionario libanese († 2012)
- 1926 - Zig Ziglar, scrittore statunitense († 2012)
- 1927 - Roland Alexandre, attore francese († 1956)
- 1927 - Sirkka Polkunen, fondista finlandese († 2014)
- 1927 - Jean Sanitas, fumettista, scrittore e partigiano francese († 2016)
- 1927 - Marcello Sgarlata, politico italiano († 2004)
- 1928 - Norman Nielson, calciatore sudafricano († 2002)
- 1928 - Dante Notaristefano, avvocato, politico e funzionario italiano († 2015)
- 1929 - Pietro Adonnino, politico e avvocato italiano († 2013)
- 1929 - József Beca, allenatore di calcio e calciatore sovietico († 2011)
- 1929 - Bertrand Bouvier, traduttore, grecista e scrittore svizzero († 2025)
- 1929 - Silvio Brivio, ginnasta italiano († 2010)
- 1929 - Cosimo Ennio Masiello, politico italiano († 2018)
- 1929 - Vito Molinari, regista italiano († 2025)
- 1929 - Ferruccio Soleri, attore, drammaturgo e regista teatrale italiano
- 1929 - June Squibb, attrice statunitense
- 1930 - Douglas Anakin, bobbista e slittinista canadese († 2020)
- 1930 - Giancarlo Catarsi, ex calciatore italiano
- 1930 - Ed Murphy, calciatore scozzese († 2005)
- 1930 - Federico Sanguigni, regista radiofonico e direttore del doppiaggio italiano († 2022)
- 1931 - Adriano Bernacchi, direttore della fotografia italiano († 2014)
- 1931 - Franco Castiglione, politico italiano († 2005)
- 1931 - Peter Collins, pilota automobilistico britannico († 1958)
- 1931 - Anne Fillon, storica francese († 2012)
- 1931 - Napoleón Flores, cestista filippino († 2012)
- 1931 - Ed Lucht, ex cestista canadese
- 1931 - Don Macintosh, cestista canadese († 1994)
- 1931 - Mike Nichols, regista, comico e produttore cinematografico tedesco († 2014)
- 1931 - Silvio Parodi Ramos, calciatore e allenatore di calcio paraguaiano († 1989)
- 1931 - Romano Stefanelli, pittore italiano († 2016)
- 1931 - Pál Várhidi, allenatore di calcio e calciatore ungherese († 2015)
- 1932 - Nicola Capria, politico e avvocato italiano († 2009)
- 1932 - Dario Di Palma, direttore della fotografia italiano († 2004)
- 1932 - François Englert, fisico belga
- 1932 - Eugene H. Peterson, traduttore e teologo statunitense († 2018)
- 1932 - Ron Saunders, calciatore e allenatore di calcio inglese († 2019)
- 1933 - Carlos Correia, politico guineense († 2021)
- 1933 - Knut Johannesen, ex pattinatore di velocità su ghiaccio norvegese
- 1933 - Walter Lüftl, ingegnere austriaco
- 1933 - Garnet Richardson, giocatore di curling canadese († 2016)
- 1933 - Saverio Rotondi, giornalista, scrittore e editore italiano († 1983)
- 1934 - Shoutir Kishore Chatterjee, statistico indiano († 2024)
- 1934 - Emanuil Gjaurov, cestista bulgaro († 2015)
- 1934 - Miroslav Koranda, canottiere cecoslovacco († 2008)
- 1935 - Rafael González Adrio, cestista e medico spagnolo († 2015)
- 1935 - Richard Maury, pittore statunitense († 2020)
- 1935 - Alan Mills, tennista e giudice di tennis britannico († 2024)
- 1935 - Peter T. O'Brian, biblista e presbitero australiano
- 1935 - Leandro Polverini, storico italiano († 2023)
- 1935 - Manuel Francisco Serra, calciatore portoghese († 1994)
- 1936 - Jacques Charrier, attore francese
- 1936 - Emil Vladimirovici Loteanu, regista sovietico († 2003)
- 1936 - Vania Protti Traxler, imprenditrice italiana
- 1937 - Vadim Viktorovič Bakatin, politico sovietico († 2022)
- 1937 - Vladimir Durković, calciatore jugoslavo († 1972)
- 1937 - Bruno Étienne, sociologo, politologo e islamista francese († 2009)
- 1937 - Gianni La Commare, cantante italiano († 2018)
- 1937 - Carlo Liberati, arcivescovo cattolico italiano
- 1937 - Giorgio Mille, regista cinematografico italiano († 1999)
- 1937 - Alberto Presutti, politico, medico e chirurgo italiano († 2013)
- 1937 - Ettore Recagni, allenatore di calcio e calciatore italiano († 2020)
- 1937 - Ramsewak Shankar, politico surinamese
- 1938 - Kurt Jarasinski, cavaliere tedesco († 2005)
- 1938 - P. J. Proby, cantante statunitense
- 1938 - Roald Paulsen, calciatore norvegese († 2021)
- 1938 - Seishiro Shimatani, calciatore giapponese († 2001)
- 1938 - Marino Vigna, ex ciclista su strada, pistard e dirigente sportivo italiano
- 1938 - Jean-Daniel Vinson, cestista francese († 2021)
- 1939 - Athanasios Aggelopoulos, teologo greco
- 1939 - Dieter Nohlen, politologo tedesco
- 1939 - David Parker Ray, criminale statunitense († 2002)
- 1939 - John Tresvant, ex cestista statunitense
- 1940 - Ingeborg Day, scrittrice austriaca († 2011)
- 1940 - Johnny Giles, ex calciatore e allenatore di calcio irlandese
- 1940 - Boris Kazakov, calciatore e allenatore di calcio sovietico († 1978)
- 1940 - Emil Logar, ex cestista jugoslavo
- 1940 - Mário Tito, calciatore brasiliano († 1994)
- 1940 - Alla Surikova, regista sovietica
- 1940 - Massimo Taglialavore, politico italiano
- 1941 - Sergio Biraghi, ammiraglio e agente segreto italiano
- 1941 - James Bowman, controtenore britannico († 2023)
- 1941 - John Carter, politico statunitense
- 1941 - Guy Clark, cantautore e liutaio statunitense († 2016)
- 1941 - Guerrino Crivello, attore italiano
- 1941 - Ladislav Michalík, ex calciatore cecoslovacco
- 1941 - Georges Perroud, calciatore svizzero († 2023)
- 1942 - Roberto Antonelli, filologo e linguista italiano
- 1942 - Valeriano Barbiero, calciatore italiano († 2016)
- 1942 - William Regis Fey, vescovo cattolico e missionario statunitense († 2021)
- 1942 - Leonardo Gómez Torrego, filologo spagnolo
- 1942 - Zygmunt Kawecki, ex schermidore polacco
- 1942 - Ken Patera, sollevatore, wrestler e strongman statunitense
- 1943 - Berlie Doherty, scrittrice britannica
- 1943 - Kimiko Ezaka, ex nuotatrice giapponese
- 1943 - Allain Gaussin, compositore francese
- 1943 - Karel Herbst, vescovo cattolico e attivista ceco
- 1943 - Giuseppe Mura, ex pugile italiano
- 1943 - Roberto Telch, calciatore argentino († 2014)
- 1943 - Koichi Wajima, ex pugile e personaggio televisivo giapponese
- 1943 - Piet de Zoete, allenatore di calcio e calciatore olandese († 2023)
- 1944 - Wild Man Fischer, cantante e compositore statunitense († 2011)
- 1944 - Ioan Robu, arcivescovo cattolico rumeno
- 1944 - Brian Weiss, psichiatra, parapsicologo e personaggio televisivo statunitense
- 1945 - Bernard Bacquié, aviatore francese
- 1945 - Graham Coldrick, ex calciatore gallese
- 1945 - Darryl Edestrand, hockeista su ghiaccio canadese († 2017)
- 1945 - Enver Hadžiabdić, ex calciatore jugoslavo
- 1945 - Odd Iversen, calciatore norvegese († 2014)
- 1945 - Alberto Maggi, teologo e biblista italiano
- 1945 - Alexandru Nilca, ex schermidore rumeno
- 1945 - Aalt Toersen, pilota motociclistico olandese
- 1945 - Barrie Wright, ex calciatore inglese
- 1945 - Knut Ødegård, poeta norvegese
- 1946 - Jürgen Bartsch, serial killer tedesco († 1976)
- 1946 - Eddie DeBartolo Jr., imprenditore e dirigente sportivo statunitense
- 1946 - Sally Field, attrice statunitense
- 1946 - César Nombela Cano, microbiologo spagnolo († 2022)
- 1946 - Pando Pandov, ex cestista bulgaro
- 1946 - Fred Penner, cantante e conduttore televisivo canadese
- 1946 - Andrew Saul, funzionario statunitense
- 1946 - Giovanni Spampinato, giornalista italiano († 1972)
- 1946 - George Young, produttore discografico e bassista scozzese († 2017)
- 1946 - Dieter Zembski, ex calciatore tedesco occidentale
- 1947 - Barbara Aiello, rabbino statunitense
- 1947 - Bobby Beausoleil, criminale, musicista e attore statunitense
- 1947 - Bruno Branciforte, ammiraglio italiano
- 1947 - Vivienne Chandler, attrice francese († 2013)
- 1947 - Riccardo Conti, politico italiano
- 1947 - Marcello Girotto, organista e compositore italiano († 2018)
- 1947 - Masashi Hirose, doppiatore giapponese
- 1947 - Larry James, velocista e ostacolista statunitense († 2008)
- 1947 - Steve Kuberski, ex cestista statunitense
- 1947 - Michelle Magorian, scrittrice britannica
- 1947 - Lillian Nilsson, ex sciatrice alpina svedese
- 1947 - Stefano Orlando, generale italiano († 2022)
- 1947 - Pauline Schmitt-Pantel, grecista e storica delle religioni francese
- 1947 - Edward Yang, regista e sceneggiatore taiwanese († 2007)
- 1947 - Mesut Yılmaz, politico turco († 2020)
- 1948 - Steve Andrascik, hockeista su ghiaccio canadese († 2024)
- 1948 - Sidney Blumenthal, giornalista e politico statunitense
- 1948 - Charlie Criss, ex cestista e allenatore di pallacanestro statunitense
- 1948 - Quinito, allenatore di calcio, dirigente sportivo e ex calciatore portoghese
- 1948 - Glenn Frey, cantautore, musicista e attore statunitense († 2016)
- 1948 - Robert Hübner, scacchista tedesco († 2025)
- 1948 - Cristiana Muscardini, politica italiana
- 1948 - Sergio Pagano, vescovo cattolico e religioso italiano
- 1949 - Rory Block, cantante e chitarrista statunitense
- 1949 - Brad Davis, attore e attivista statunitense († 1991)
- 1949 - Harald Ehrig, ex slittinista tedesco orientale
- 1949 - Ariel Henry, politico haitiano
- 1949 - Adriano Maleiane, politico e economista mozambicano
- 1949 - Werner Mattle, ex sciatore alpino svizzero
- 1949 - Arturo Sandoval, trombettista e pianista cubano
- 1949 - Ernest Thompson, drammaturgo, sceneggiatore e regista statunitense
- 1949 - Steve Windom, politico statunitense
- 1950 - Amir Aczel, matematico e divulgatore scientifico israeliano († 2015)
- 1950 - André Burkhard, ex calciatore francese
- 1950 - Lothar Kurbjuweit, allenatore di calcio e ex calciatore tedesco orientale
- 1950 - Leonardo Ulrich Steiner, cardinale, arcivescovo cattolico e teologo brasiliano
- 1951 - Germano Bollini, ex tiratore a segno sammarinese
- 1951 - Nigel Havers, attore e regista britannico
- 1951 - Roberto Porzia, bobbista italiano
- 1951 - Gerda de Ridder, ex cestista olandese
- 1951 - Miguel Sandoval, attore e regista statunitense
- 1951 - Adrian Webster, calciatore inglese († 2023)
- 1952 - Mustafa Abdel Gelil, politico libico
- 1952 - Michael Cunningham, scrittore e sceneggiatore statunitense
- 1952 - Tommy Finney, ex calciatore nordirlandese
- 1952 - Frank Gebert, ex tennista tedesco
- 1952 - Gary Goetzman, produttore cinematografico e produttore televisivo statunitense
- 1952 - Henk van Rijnsoever, ex calciatore olandese
- 1952 - Miguel Benancio Sánchez, atleta argentino († 1978)
- 1953 - Fabrizio Comencini, politico italiano
- 1953 - Željko Jerkov, ex cestista jugoslavo
- 1953 - Arthur Mapp, ex judoka britannico
- 1953 - Benedetto Nicotra, politico italiano
- 1953 - Patrick Perret, ex ciclista su strada francese
- 1953 - Alfred Rutz, flautista svizzero
- 1953 - Ron Underwood, regista e sceneggiatore statunitense
- 1953 - Rick White, politico e avvocato statunitense
- 1954 - Roger Berbig, ex calciatore e medico svizzero
- 1954 - Jefri Bolkiah, principe e politico bruneiano
- 1954 - Karin Fossum, scrittrice e poetessa norvegese
- 1954 - Massimo Franco, giornalista e saggista italiano
- 1954 - René Highway, attore, ballerino e coreografo canadese († 1990)
- 1954 - Luciano Loro, ex ciclista su strada italiano
- 1954 - Mango, cantautore italiano († 2014)
- 1954 - Kurt Welzl, ex calciatore austriaco
- 1955 - Elsa Agalbato, attrice teatrale e regista teatrale italiana
- 1955 - Catherine Asaro, scrittrice statunitense
- 1955 - Cristina Gazzera, conduttrice televisiva, showgirl e compositrice italiana († 2022)
- 1955 - Peter Hrdlitschka, ex nuotatore tedesco
- 1955 - Kaki Hunter, attrice statunitense
- 1955 - José Francisco Nieto, calciatore colombiano († 2021)
- 1955 - William H. McRaven, ammiraglio statunitense
- 1955 - Philip Radice, attore teatrale e regista teatrale statunitense
- 1955 - Ken Read, dirigente sportivo e ex sciatore alpino canadese
- 1955 - Maria Shriver, giornalista, scrittrice e attivista statunitense
- 1956 - Lei Clijsters, calciatore e allenatore di calcio belga († 2009)
- 1956 - Dan Donovan, politico statunitense
- 1956 - Marc Dutroux, serial killer belga
- 1956 - Giampiero Vigorito, critico musicale, giornalista e conduttore radiofonico italiano
- 1957 - Daniel Balditarra, presbitero e scrittore argentino
- 1957 - Norman Jay, disc jockey britannico
- 1957 - Cam Clarke, doppiatore e cantante statunitense
- 1957 - Ciro Gomes, politico brasiliano
- 1957 - Bernhard Glass, ex slittinista tedesco orientale
- 1957 - Camille Laurens, scrittrice francese
- 1957 - Siobhán McCarthy, attrice e cantante irlandese
- 1957 - Josef Samek, ex saltatore con gli sci cecoslovacco
- 1957 - Lori Singer, attrice, violoncellista e ex modella statunitense
- 1957 - Keith Van Horne, ex giocatore di football americano statunitense
- 1957 - Wilber Varela, criminale colombiano († 2008)
- 1958 - Andrea De Nisco, doppiatore italiano
- 1958 - Urs Freuler, ex ciclista su strada e pistard svizzero
- 1958 - Enrico Giannetto, fisico e filosofo italiano
- 1958 - Ingrid Lacey, attrice britannica
- 1958 - Mark Haynes, ex giocatore di football americano statunitense
- 1958 - Pedro Muñoz, ex ciclista su strada spagnolo
- 1958 - Hery Rajaonarimampianina, politico malgascio
- 1958 - Domenico Saverni, sceneggiatore e regista italiano
- 1958 - Mervyn Spence, bassista britannico
- 1959 - Donatella Bulfoni, ex altista italiana
- 1959 - Oscar Di Maio, attore, comico e cabarettista italiano
- 1959 - Anthony Hickox, regista britannico († 2023)
- 1959 - Giovanni Jacini, politico italiano
- 1959 - Gianfranco Rezzadore, bobbista italiano
- 1959 - Giampiero Savio, ex cestista italiano
- 1959 - Erik Seidel, giocatore di poker statunitense
- 1959 - Nobuo Tobita, doppiatore giapponese
- 1960 - Earnest Byner, ex giocatore di football americano e allenatore di football americano statunitense
- 1960 - Michael Cerveris, attore, cantante e chitarrista statunitense
- 1960 - Giampiero Hruby, allenatore di pallacanestro e imprenditore italiano
- 1960 - Arvydas Janonis, ex calciatore sovietico
- 1960 - Juan Carlos Jácome, ex calciatore ecuadoriano
- 1960 - Lance Kerwin, attore statunitense († 2023)
- 1960 - Eddie Korbich, attore statunitense
- 1960 - Miran Košuta, scrittore, storico e critico letterario italiano
- 1960 - Zdzisław Kwaśny, ex martellista polacco
- 1960 - Carlo Lottieri, filosofo e saggista italiano
- 1960 - Gerald Riggs, ex giocatore di football americano statunitense
- 1961 - Michel Audrain, allenatore di calcio e ex calciatore francese
- 1961 - Daniele Gatti, direttore d'orchestra italiano
- 1961 - Craig Goldy, chitarrista statunitense
- 1961 - Florent Pagny, cantante e attore francese
- 1961 - Massimo Rovellini, allenatore di calcio e ex calciatore italiano
- 1962 - Frank Bunn, allenatore di calcio e ex calciatore inglese
- 1962 - Dolores Delgado, magistrata e politica spagnola
- 1962 - Oleh Kalašnikov, politico ucraino († 2015)
- 1962 - Stefano Olivato, musicista e polistrumentista italiano
- 1962 - Edwin Pavón, allenatore di calcio honduregno († 2018)
- 1962 - Andreas Seyfarth, autore di giochi tedesco
- 1962 - Aubrey Sherrod, ex cestista statunitense
- 1962 - Neven Spahija, allenatore di pallacanestro croato
- 1962 - Enrique Urbizu, regista e sceneggiatore spagnolo
- 1963 - Jean-Marc Chouinard, ex schermidore canadese
- 1963 - Enrico Fagnoni, bassista italiano
- 1963 - Sabine Günther, ex velocista tedesca
- 1963 - Nadine Morano, politica francese
- 1963 - Laurene Powell Jobs, imprenditrice e filantropa statunitense
- 1963 - François Pérol, banchiere francese
- 1963 - Mario Rosini, musicista e cantante italiano
- 1963 - Nicla Vassallo, filosofa italiana
- 1963 - Rozz Williams, cantante statunitense († 1998)
- 1964 - Alessandra Arachi, giornalista e scrittrice italiana
- 1964 - Mike Brewer, ex rugbista a 15 e allenatore di rugby a 15 neozelandese
- 1964 - Koenraad Dillen, politico belga
- 1964 - Arne Duncan, politico e docente statunitense
- 1964 - Ettore Giovannelli, giornalista italiano
- 1964 - Corey Glover, cantante e attore statunitense
- 1964 - Greg Graffin, cantante, paleontologo e biologo statunitense
- 1964 - Brad Grunberg, attore statunitense
- 1964 - Erik Kramer, ex giocatore di football americano statunitense
- 1964 - Michael Lin, artista taiwanese
- 1964 - Molella, disc jockey, produttore discografico e conduttore radiofonico italiano
- 1964 - António Morato, ex calciatore portoghese
- 1964 - Miho Ninagawa, attrice giapponese
- 1964 - Félix Sarriugarte, allenatore di calcio e ex calciatore spagnolo
- 1964 - Neil Stephens, ex cestista neozelandese
- 1964 - Angela Summers, ex attrice pornografica statunitense
- 1964 - Clare Vanderpool, scrittrice statunitense
- 1964 - José Rui de Pina Aguiar, ex calciatore e allenatore di calcio capoverdiano
- 1965 - Lisa Azuelos, regista e sceneggiatrice francese
- 1965 - Claudio Cingoli, regista, produttore televisivo e conduttore televisivo italiano
- 1965 - Kate Clanchy, scrittrice e poetessa scozzese
- 1965 - Patrick Colleter, allenatore di calcio e ex calciatore francese
- 1965 - Maurizio De Rinaldis, aviatore italiano
- 1965 - Paolo Doni, ex calciatore italiano
- 1965 - Ilaria Fraioli, montatrice italiana
- 1965 - Matjaž Kopitar, allenatore di hockey su ghiaccio e ex hockeista su ghiaccio sloveno
- 1965 - Robert Oberrauch, ex hockeista su ghiaccio e dirigente sportivo italiano
- 1965 - Leonardo Pérez, ex cestista e allenatore di pallacanestro cubano
- 1965 - Pietro Ragusa, attore italiano
- 1965 - Song Tao, ex cestista cinese
- 1965 - Stefania Zanussi, ex cestista e dirigente sportiva italiana
- 1966 - Andrea Chiesi, pittore, disegnatore e docente italiano
- 1966 - Peter DeLuise, attore, regista e produttore televisivo statunitense
- 1966 - Paolo Galeazzi, arrangiatore, compositore e produttore discografico italiano
- 1966 - Paul Gilbert, chitarrista statunitense
- 1966 - Giovanni Guidelli, attore italiano
- 1966 - Luigi Lacquaniti, politico italiano
- 1966 - Laurent Lafforgue, matematico francese
- 1966 - Marcelo Djian, ex calciatore brasiliano
- 1966 - Elizabeth Price, artista britannica
- 1966 - Ingo Spelly, ex canoista tedesco
- 1966 - Edison Suárez, ex calciatore uruguaiano
- 1967 - Luis Arnáez, allenatore di calcio e ex calciatore costaricano
- 1967 - Zoltán Balog, ex calciatore ungherese
- 1967 - Emmanuelle Bercot, attrice, regista e sceneggiatrice francese
- 1967 - Dennis Brown, ex giocatore di football americano statunitense
- 1967 - Massimo Ficcadenti, allenatore di calcio e ex calciatore italiano
- 1967 - Ho-Sung Pak, artista marziale, attore e stuntman statunitense
- 1967 - Janez Lenarčič, diplomatico sloveno
- 1967 - Shūzō Matsuoka, ex tennista giapponese
- 1967 - Guido Mazzoni, poeta, saggista e critico letterario italiano
- 1967 - Grigore Obreja, canoista rumeno († 2016)
- 1967 - Pervin Buldan, politica turca
- 1967 - Rebecca Schaeffer, attrice statunitense († 1989)
- 1967 - Hayat Sindi, medico araba
- 1967 - Dan Zahavi, filosofo danese
- 1968 - Luca Bramati, ex ciclocrossista e mountain biker italiano
- 1968 - Stéphane Casalta, cantante e chitarrista francese
- 1968 - Aleksandr Čigir', ex pallanuotista russo
- 1968 - Elena Grišina, ex schermitrice russa
- 1968 - Edward Linskens, ex calciatore olandese
- 1968 - Kjetil Rekdal, allenatore di calcio e ex calciatore norvegese
- 1968 - Sandie Richards, ex velocista giamaicana
- 1968 - Kelly Rutherford, attrice statunitense
- 1968 - Alfred Williams, ex giocatore di football americano statunitense
- 1968 - Jerry Yang, imprenditore e informatico taiwanese
- 1968 - Víctor del Árbol, scrittore spagnolo
- 1969 - Javier Bosma, ex giocatore di beach volley spagnolo
- 1969 - Fabrizio Catelli, ex calciatore e allenatore di calcio italiano
- 1969 - Chris Finch, ex cestista e allenatore di pallacanestro statunitense
- 1969 - Wade Lewis, pugile statunitense
- 1969 - Li Dongmei, ex cestista cinese
- 1969 - Manou Lubowski, attore e doppiatore tedesco
- 1969 - Luo Jianming, ex sollevatore cinese
- 1969 - Ildikó Mincza-Nébald, ex schermitrice ungherese
- 1969 - Colson Whitehead, scrittore, giornalista e sceneggiatore statunitense
- 1970 - Messaoud Aït Abderrahmane, ex calciatore algerino
- 1970 - Joyce Chepchumba, ex maratoneta keniota
- 1970 - Ethan Hawke, attore, sceneggiatore e regista statunitense
- 1970 - Shane Heal, allenatore di pallacanestro e ex cestista australiano
- 1970 - Andrij Kovalenko, allenatore di pallanuoto e ex pallanuotista ucraino
- 1970 - Martin Müller, ex calciatore ceco
- 1970 - Beniamino Poserina, ex multiplista italiano
- 1970 - Takako Tezuka, ex calciatrice giapponese
- 1971 - Derrick Alexander, ex giocatore di football americano statunitense
- 1971 - Joey Beltram, disc jockey e produttore discografico statunitense
- 1971 - José Luis Chacón, ex calciatore peruviano
- 1971 - Laura Flessel, politica e ex schermitrice francese
- 1971 - Jason Gardiner, ballerino, coreografo e attore australiano
- 1971 - Louis Gomis, ex calciatore francese
- 1971 - Clonie Gowen, giocatrice di poker statunitense
- 1971 - Kaninga Mbambi, ex cestista della Repubblica Democratica del Congo
- 1971 - Ihor Moskvyčov, allenatore di calcio a 5 e ex giocatore di calcio a 5 ucraino
- 1971 - Giuliano Portilla, ex calciatore peruviano
- 1971 - Matty Rich, regista e sceneggiatore statunitense
- 1971 - François-Xavier Roth, direttore d'orchestra francese
- 1971 - Andrew Weisblum, montatore statunitense
- 1971 - Víctor Hugo Ávalos, calciatore paraguaiano († 2009)
- 1972 - David Corkery, ex rugbista a 15 irlandese
- 1972 - Alfonso Gomez-Rejon, regista statunitense
- 1972 - George Hertzberg, attore statunitense
- 1972 - Vicki Movsessian-Lamoriello, ex hockeista su ghiaccio statunitense
- 1972 - Youssef Nabil, artista e fotografo egiziano
- 1972 - Thandiwe Newton, attrice britannica
- 1972 - Rebecca Romijn, attrice e ex modella statunitense
- 1972 - Sheng Zetian, ex lottatore cinese
- 1972 - Adōnis Geōrgiadīs, politico greco
- 1972 - Kevin Yates, rugbista a 15 inglese
- 1973 - Pål Christian Alsaker, calciatore norvegese
- 1973 - Petar Arsić, ex cestista serbo
- 1973 - David Giffin, ex rugbista a 15 australiano
- 1973 - Susan Downey, produttrice cinematografica e produttrice televisiva statunitense
- 1973 - Thomas Lièvremont, ex rugbista a 15 e allenatore di rugby a 15 francese
- 1973 - Darius Maciulevičius, ex calciatore lituano
- 1973 - Roland Zajmi, ex calciatore albanese
- 1974 - Marianna Balleggi, ex cestista italiana
- 1974 - Daniel Cordone, ex calciatore argentino
- 1974 - Enrico Macchiavello, animatore, artista e illustratore italiano
- 1974 - Paul Manning, ex pistard e ciclista su strada britannico
- 1974 - Zoe McLellan, attrice statunitense
- 1974 - Kamil Susko, ex calciatore slovacco
- 1974 - Krisztián Sárneczky, astronomo ungherese
- 1974 - Frank Vandenbroucke, ciclista su strada belga († 2009)
- 1975 - Christian Cimarelli, allenatore di calcio e ex calciatore italiano
- 1975 - Pollyanna Johns, ex cestista bahamense
- 1975 - Matthieu Lièvremont, rugbista a 15 francese
- 1976 - Daniel Addo, ex calciatore ghanese
- 1976 - Mike Herrera, cantante statunitense
- 1976 - Megan Jones, cavallerizza australiana
- 1976 - Rodolfo Miguens, allenatore di calcio e ex calciatore portoghese
- 1976 - Robson Ponte, ex calciatore brasiliano
- 1976 - Carlos Quintana, pugile portoricano
- 1976 - Lluvia Rojo, attrice e cantante spagnola
- 1976 - David Škoch, ex tennista ceco
- 1976 - Pat Tillman, giocatore di football americano e militare statunitense († 2004)
- 1976 - Wiley Wiggins, attore statunitense
- 1976 - João de Deus, allenatore di calcio e ex calciatore portoghese
- 1976 - Živilė Šarakauskienė, scacchista lituana
- 1977 - Pádraic Delaney, attore irlandese
- 1977 - Piero Giacomelli, ex arbitro di calcio italiano
- 1977 - Dušan Kecman, ex cestista, allenatore di pallacanestro e dirigente sportivo serbo
- 1977 - Demian Maia, artista marziale misto brasiliano
- 1977 - Henry Makinwa, ex calciatore nigeriano
- 1977 - Laura Morera, ex ballerina spagnola
- 1977 - Richard Mason Rocca, ex cestista statunitense
- 1977 - Sienna West, ex attrice pornografica statunitense
- 1978 - Keith Aucoin, hockeista su ghiaccio statunitense
- 1978 - Federico Bongioanni, ex calciatore argentino
- 1978 - Manuel Casella, attore e ex modello italiano
- 1978 - Daniella Cicarelli, modella e conduttrice televisiva brasiliana
- 1978 - Erik Cole, ex hockeista su ghiaccio statunitense
- 1978 - Leighann Doan, ex cestista canadese
- 1978 - Bruno João Nandinga Borges Fernandes, ex calciatore portoghese
- 1978 - Dean Kent, ex nuotatore neozelandese
- 1978 - Justin Love, cestista e allenatore di pallacanestro statunitense († 2020)
- 1978 - Taryn Manning, attrice statunitense
- 1978 - Don Martin, rapper norvegese
- 1978 - Jukka Matinen, ex cestista finlandese
- 1978 - Jamie McGuire, scrittrice statunitense
- 1978 - Kenji Miyamoto, ex danzatore su ghiaccio e coreografo giapponese
- 1978 - Nirajan del Nepal, principe nepalese († 2001)
- 1978 - Edmund Saunders, ex cestista e allenatore di pallacanestro statunitense
- 1978 - Savanté Stringfellow, ex lunghista statunitense
- 1979 - Alessandro Ballan, ex ciclista su strada italiano
- 1979 - Lisa Berry, attrice canadese
- 1979 - Costanza Calabrese, giornalista, conduttrice televisiva e attrice italiana
- 1979 - Rudis Corrales, calciatore salvadoregno
- 1979 - Peter Crawford, ex cestista australiano
- 1979 - Gustaf Crona, ex calciatore svedese
- 1979 - Carlos Andrés García, ex calciatore uruguaiano
- 1979 - Jackie Moore, ex cestista statunitense
- 1979 - Lamar Odom, ex cestista statunitense
- 1979 - Gerli Padar, cantante estone
- 1979 - Ander Vilariño, pilota automobilistico spagnolo
- 1979 - Albert Wohlwend, ex calciatore liechtensteinese
- 1980 - Athīna Christoforakī, ex cestista statunitense
- 1980 - Tom Court, ex rugbista a 15 australiano
- 1980 - Simon Cziommer, ex calciatore tedesco
- 1980 - Marshall Forbes, calciatore britannico
- 1980 - Pål Sverre Hagen, attore norvegese
- 1980 - Anri Jokhadze, cantante georgiano
- 1980 - Vincent Lachambre, ex calciatore belga
- 1980 - Aritz López Garai, allenatore di calcio e ex calciatore spagnolo
- 1980 - Mert Nobre, allenatore di calcio e ex calciatore brasiliano
- 1980 - Pattara Piyapatrakitti, calciatore thailandese
- 1980 - Damani Ralph, ex calciatore giamaicano
- 1981 - Jorge Achucarro, calciatore paraguaiano
- 1981 - Andrea Casu, politico italiano
- 1981 - Rony Fahed, ex cestista libanese
- 1981 - Kaspars Gorkšs, ex calciatore lettone
- 1981 - Sylwia Gruchała, schermitrice polacca
- 1981 - Luke Jackson, ex cestista e allenatore di pallacanestro statunitense
- 1981 - Vonta Leach, giocatore di football americano statunitense
- 1981 - Lee Dong-wook, attore sudcoreano
- 1981 - Scott Martin, copilota di rally britannico
- 1981 - Frédéric Mendy, ex calciatore senegalese
- 1981 - Daniela Meuli, ex snowboarder svizzera
- 1981 - Elie Rustom, cestista libanese
- 1981 - Gennaro Silvestro, attore italiano
- 1981 - Uday Taleb, ex calciatore iracheno
- 1981 - Sarah Taylor, ex tennista statunitense
- 1982 - Alessandro Barattoni, politico italiano
- 1982 - Joseph Enakarhire, ex calciatore nigeriano
- 1982 - Vera Filatova, attrice ucraina
- 1982 - Ann Kristin Flatland, ex biatleta norvegese
- 1982 - Oleksij Haj, allenatore di calcio e ex calciatore ucraino
- 1982 - Barrett Long, attore pornografico statunitense
- 1982 - Davide Marranchelli, regista e attore teatrale italiano
- 1982 - Marina Munćan, ex mezzofondista serba
- 1982 - Javier Méndez Leiva, allenatore di calcio e ex calciatore uruguaiano
- 1982 - Qairat Nūrdäuletov, allenatore di calcio e ex calciatore kazako
- 1982 - Marc Oberweis, ex calciatore lussemburghese
- 1982 - Ignacio Rodríguez Ortiz, ex calciatore spagnolo
- 1982 - Kameli Ratuvou, ex rugbista a 15 e rugbista a 7 figiano
- 1982 - Sowelu, cantante giapponese
- 1982 - Dominique Taboga, ex calciatore austriaco
- 1982 - Thebon, cantante norvegese
- 1983 - Antonio Carulli, filosofo e saggista italiano
- 1983 - Bao Yingying, schermitrice cinese
- 1983 - Fred Evans, giocatore di football americano statunitense
- 1983 - Miguel Pedro, ex calciatore portoghese
- 1983 - Nicole Hosp, ex sciatrice alpina austriaca
- 1983 - Li Jun Li, attrice statunitense
- 1983 - Monica Mattos, ex attrice pornografica brasiliana
- 1983 - Justin Maxwell, giocatore di baseball statunitense
- 1983 - Ameera al-Taweel, principessa e filantropa saudita
- 1984 - Audrey Brisson, attrice canadese
- 1984 - Paolo Ciavatta, ciclista su strada italiano
- 1984 - Annie Cruz, attrice pornografica statunitense
- 1984 - Stefano Guberti, dirigente sportivo, allenatore di calcio e ex calciatore italiano
- 1984 - Mohammad Hadrab, ex cestista e allenatore di pallacanestro giordano
- 1984 - Livio Marinelli, arbitro di calcio e militare italiano
- 1984 - Yasuhiro Maruta, ex giocatore di football americano giapponese
- 1984 - Patina Miller, attrice e cantante statunitense
- 1984 - Dejan Radić, pallavolista serbo
- 1984 - Sebastian Schachten, ex calciatore tedesco
- 1984 - Pablo Silva, calciatore uruguaiano
- 1984 - Enver Soobzokov, ex cestista statunitense
- 1984 - Heorhij Vasyl'ovyč Tibilov, ex lottatore ucraino
- 1984 - Danny Watkins, giocatore di football americano canadese
- 1984 - Hidekazu Ōtani, ex calciatore giapponese
- 1985 - Christin Balogh, attrice tedesca
- 1985 - Šárka Barborková, ex pallavolista ceca
- 1985 - Danilo Dias, ex calciatore brasiliano
- 1985 - Robert Dozier, ex cestista statunitense
- 1985 - Walid Mhadeb El Khatroushi, calciatore libico
- 1985 - Matteo Eydallin, scialpinista italiano
- 1985 - Simon Gillett, ex calciatore inglese
- 1985 - Jeppe Kjær, ex calciatore danese
- 1985 - Shayne Lamas, attrice statunitense
- 1985 - Aniello Langella, ballerino italiano
- 1985 - Jim Larsen, ex calciatore danese
- 1985 - Ettore Marchi, calciatore italiano
- 1985 - Hiroyo Matsumoto, wrestler giapponese
- 1985 - Vaida Sipavičiūtė, ex cestista lituana
- 1985 - Sun Yue, ex cestista cinese
- 1985 - Ymer Xhaferi, ex calciatore kosovaro
- 1986 - Nick Aldis, wrestler britannico
- 1986 - Alexsandro da Silva Batista, calciatore brasiliano
- 1986 - Konstadínos Baniótis, altista greco
- 1986 - Alain Brigion Tobe, ex nuotatore camerunese
- 1986 - Craig Bryson, ex calciatore scozzese
- 1986 - Federica Chinello, ex calciatrice e dirigente sportivo italiana
- 1986 - Alessandro Dallago, ex pallamanista italiano
- 1986 - Thomas De Gendt, ciclista su strada belga
- 1986 - Alexander Kofler, calciatore austriaco
- 1986 - Katie Leclerc, attrice statunitense
- 1986 - David McCray, ex cestista e allenatore di pallacanestro tedesco
- 1986 - Adrian Mierzejewski, ex calciatore polacco
- 1986 - Fabian Müller, ex calciatore tedesco
- 1986 - Armen Petrosyan, artista marziale armeno
- 1986 - Thomas Pichler, ex hockeista su ghiaccio italiano
- 1986 - Gerhard Progni, calciatore albanese
- 1986 - Simone Rota, calciatore filippino
- 1986 - Antwan Russell, calciatore bermudiano
- 1986 - Conor Sammon, calciatore irlandese
- 1986 - Adam Saunders, attore australiano
- 1986 - Bruno Urribarri, ex calciatore argentino
- 1986 - Jason Vandelannoite, calciatore belga
- 1986 - Yang Zishan, attrice cinese
- 1986 - Bojan Đukić, calciatore sloveno
- 1987 - Niccolò Campriani, ex tiratore a segno italiano
- 1987 - Jocques Crawford, giocatore di football americano statunitense
- 1987 - Daniele Guglielmo Gatti, scacchista e compositore di scacchi italiano
- 1987 - Ana Ivanović, ex tennista serba
- 1987 - Aljaž Laharnar, giocatore di calcio a 5 sloveno
- 1987 - Atte Ohtamaa, hockeista su ghiaccio finlandese
- 1987 - Sacha Treille, hockeista su ghiaccio francese
- 1988 - Ernest Asante, calciatore ghanese
- 1988 - Ignas Barkauskas, tuffatore lituano
- 1988 - Eric Cray, ostacolista e velocista filippino
- 1988 - Neal Eardley, ex calciatore gallese
- 1988 - John Holland, cestista statunitense
- 1988 - Kim Hyeon-woo, lottatore sudcoreano
- 1988 - Ana Cláudia Lemos, velocista brasiliana
- 1988 - Noora Louhimo, cantante e compositrice finlandese
- 1988 - Erik Lund, allenatore di calcio e ex calciatore svedese
- 1988 - James Paxton, giocatore di baseball canadese
- 1988 - Emma Stone, attrice statunitense
- 1988 - Derrick Tshimanga, calciatore congolese (Repubblica Democratica del Congo)
- 1988 - Barrett Wilbert Weed, attrice e cantante statunitense
- 1988 - Conchita Wurst, cantante austriaco
- 1988 - Aleksandra Ėlbakjan, programmatrice e attivista kazaka
- 1989 - Jozy Altidore, calciatore statunitense
- 1989 - Miriam Bonaventura, calciatrice italiana
- 1989 - Nikola Đurić, calciatore serbo
- 1989 - Katerine Duska, cantante e compositrice canadese
- 1989 - Brian Fitzpatrick, cestista statunitense
- 1989 - Boubacar Fofana, calciatore guineano
- 1989 - Alen Győrfi, pilota motociclistico ungherese
- 1989 - Aaron Hernandez, giocatore di football americano statunitense († 2017)
- 1989 - Jasmin Lord, attrice tedesca
- 1989 - Denis Mahmudov, ex calciatore macedone
- 1989 - Andrea Mazzarani, calciatore italiano
- 1989 - Maren Mjelde, calciatrice norvegese
- 1989 - Simon Nessman, supermodello canadese
- 1989 - Jonathan Ramis, calciatore uruguaiano
- 1989 - Zaur Sadaev, ex calciatore russo
- 1989 - Dominik Windisch, ex biatleta italiano
- 1989 - Josh Wright, calciatore inglese
- 1989 - Kaname Yamaguchi, pallavolista giapponese
- 1990 - Marc Dal Hende, calciatore danese
- 1990 - Sam Dower, ex cestista statunitense
- 1990 - Federico Freire, calciatore argentino
- 1990 - Felipe Garcia Gonçalves, calciatore brasiliano
- 1990 - Scott Gow, ex biatleta canadese
- 1990 - Jiloan Hamad, calciatore svedese
- 1990 - Irací Hassler, politica e economista cilena
- 1990 - Jorrin John, calciatore inglese
- 1990 - Andrea Marchisio, pallavolista italiano
- 1990 - Rhys Murphy, calciatore inglese
- 1990 - Valentina Nappi, attrice pornografica italiana
- 1990 - André Schürrle, ex calciatore tedesco
- 1990 - Diego Fabián Torres, calciatore argentino
- 1990 - Kris Wu, cantante e attore cinese
- 1990 - Bowen Yang, attore, sceneggiatore e comico australiano
- 1991 - Pax Baldwin, attore e cantante britannico
- 1991 - Mike van Duinen, calciatore olandese
- 1991 - Sturla Fagerhaug, pilota motociclistico norvegese
- 1991 - Jordan Faucher, ex calciatore francese
- 1991 - Vasileios Gaitanis, taekwondoka greco
- 1991 - Arjun Gill, lottatore canadese
- 1991 - Stojan Gjuroski, cestista macedone
- 1991 - Alen Jašaroski, calciatore macedone
- 1991 - Luke Joeckel, ex giocatore di football americano statunitense
- 1991 - Hasret Kayikçi, calciatrice tedesca
- 1991 - Hagen Kearney, snowboarder statunitense
- 1991 - Darius Kilgo, giocatore di football americano statunitense
- 1991 - Doron Lamb, cestista statunitense
- 1991 - Bjørn Maars Johnsen, calciatore statunitense
- 1991 - Ryan Noble, ex calciatore inglese
- 1991 - Pito, giocatore di calcio a 5 brasiliano
- 1991 - Stefano Mauro Pizzamiglio, nuotatore italiano
- 1991 - Paul Poirier, danzatore su ghiaccio canadese
- 1991 - Florin Purece, calciatore rumeno
- 1991 - Ol'ga Vjačeslavovna Smirnova, danzatrice russa
- 1991 - Sandra Starke, calciatrice tedesca
- 1992 - Rebecca Allen, cestista australiana
- 1992 - Robert Aramayo, attore britannico
- 1992 - Natalina Capoferri, discobola italiana
- 1992 - Jorge Cubero, ex ciclista su strada spagnolo
- 1992 - Yara Khoury-Mikhael, modella libanese
- 1992 - Alex Erickson, giocatore di football americano statunitense
- 1992 - Sjoerd van Ginneken, ex ciclista su strada olandese
- 1992 - Paula Kania, tennista polacca
- 1992 - Yura, cantante e attrice sudcoreana
- 1992 - Serghei Marghiev, martellista moldavo
- 1992 - Megan Meier, statunitense († 2006)
- 1992 - Stefan Ortega, calciatore tedesco
- 1992 - Fabricio Pedrozo, calciatore argentino
- 1992 - Simon Pellaud, ciclista su strada svizzero
- 1992 - Michael Pierce, ex giocatore di football americano statunitense
- 1992 - Álex Portillo, calciatore spagnolo
- 1992 - Aldo Rocha, calciatore messicano
- 1992 - Allan Smith, altista britannico
- 1992 - Linus Straßer, sciatore alpino tedesco
- 1993 - Rebeka Abramovič, cestista slovena
- 1993 - Toni Datković, calciatore croato
- 1993 - Noura bint Hamad Al Khalifa, nobildonna bahreinita
- 1993 - Dearica Hamby, cestista statunitense
- 1993 - Ryūji Izumi, calciatore giapponese
- 1993 - Bijan Jelvani, giocatore di football americano tedesco
- 1993 - Thalita de Jong, ciclista su strada e ciclocrossista olandese
- 1993 - Merhawi Kesete, calciatore eritreo
- 1993 - Jeangu Macrooy, cantautore surinamese
- 1993 - Ante Majstorović, calciatore croato
- 1993 - Fausto Masnada, ciclista su strada italiano
- 1993 - Emmanuel Ogbah, giocatore di football americano nigeriano
- 1993 - Xabiani Ponce De León, attore, ballerino e cantante messicano
- 1993 - Héctor Sáez, ciclista su strada spagnolo
- 1993 - Joe Schobert, giocatore di football americano statunitense
- 1993 - Dominik Starkl, calciatore austriaco
- 1993 - Isaac Viñales, pilota motociclistico spagnolo
- 1993 - Tim Williams, ex cestista statunitense
- 1993 - Erdoğan Yeşilyurt, calciatore tedesco
- 1994 - Jeffrey Carroll, cestista statunitense
- 1994 - Jacob Heidtmann, ex nuotatore tedesco
- 1994 - Duane Holmes, calciatore statunitense
- 1994 - Daniel Masur, tennista tedesco
- 1994 - Felix Monsén, sciatore alpino svedese
- 1994 - Paul Mullin, calciatore inglese
- 1994 - Tanzel Smart, giocatore di football americano statunitense
- 1994 - Martin Ádám, calciatore ungherese
- 1995 - Mama Samba Baldé, calciatore guineense
- 1995 - Maria Beatrice Barberis, cestista italiana
- 1995 - Matt Bonds, cestista statunitense
- 1995 - Arianna Bridi, ex nuotatrice italiana
- 1995 - Kristaps Gludītis, cestista lettone
- 1995 - John Owen Lowe, attore, sceneggiatore e produttore cinematografico statunitense
- 1995 - Malick Mbaye, calciatore senegalese
- 1995 - Anja Nissen, cantante australiana
- 1995 - Sam Reinhart, hockeista su ghiaccio canadese
- 1995 - Diego Rodríguez, calciatore honduregno
- 1995 - Génesis Romero, ostacolista e lunghista venezuelana
- 1995 - André Silva, calciatore portoghese
- 1995 - Manvir Singh, calciatore indiano
- 1995 - Léo Vincent, ex ciclista su strada francese
- 1995 - Zhang Changning, pallavolista cinese
- 1995 - Yoshihito Ōmi, giocatore di football americano giapponese
- 1996 - Mohamed Aidara, calciatore ivoriano
- 1996 - Lorenzo Baldassarri, pilota motociclistico italiano
- 1996 - Natalija Buksa, scacchista ucraina
- 1996 - Yūta Koike, calciatore giapponese
- 1996 - Alix Lapri, attrice e cantante statunitense
- 1996 - Kacper Lesiak, tuffatore polacco
- 1996 - Béni Nkololo, calciatore francese
- 1996 - Cathelijn Peeters, velocista olandese
- 1996 - Daniel Presciutti, pallanuotista italiano
- 1996 - Sheldrick Redwine, giocatore di football americano statunitense
- 1996 - Xin Xin, nuotatrice cinese
- 1996 - Chelsea Zhang, attrice statunitense
- 1997 - Fatih Aksoy, calciatore turco
- 1997 - Jurgen Bardhi, calciatore albanese
- 1997 - John Bates, giocatore di football americano statunitense
- 1997 - Aliona Bolsova, tennista moldava
- 1997 - Brittany Brewer, cestista statunitense
- 1997 - Aleksander Dziewa, cestista polacco
- 1997 - Hero Fiennes Tiffin, attore e modello britannico
- 1997 - Giulio Maria Furente, attore italiano
- 1997 - Lukas Leon, rapper finlandese
- 1997 - Abadi Hadis, mezzofondista etiope († 2020)
- 1997 - Hồ Tấn Tài, calciatore vietnamita
- 1997 - Elena-Gabriela Ruse, tennista romena
- 1997 - Marcelo Torres, calciatore argentino
- 1997 - Yūki Yamamoto, calciatore giapponese
- 1998 - Alex Castejón Ramirez, nuotatore spagnolo
- 1998 - Katharina Förster, sciatrice freestyle tedesca
- 1998 - Shayna Jack, nuotatrice australiana
- 1998 - Matthieu Jalibert, rugbista a 15 francese
- 1998 - Jordan Love, giocatore di football americano statunitense
- 1998 - Tom McIntyre, calciatore scozzese
- 1998 - Chadia Rodríguez, rapper marocchina
- 1998 - Marco Tumminello, calciatore italiano
- 1999 - Ramsey Angela, ostacolista e velocista olandese
- 1999 - Andrea Bouma, velocista olandese
- 1999 - Arianna Caruso, calciatrice italiana
- 1999 - Agnese Cecconello, pallavolista italiana
- 1999 - Robert Finke, nuotatore statunitense
- 1999 - Walid Ould-Chikh, calciatore olandese
- 1999 - Alix Vinicius, calciatore brasiliano
- 2000 - Melvin Bard, calciatore francese
- 2000 - Rodrigo Caixas, pistard e ciclista su strada portoghese
- 2000 - Mathis Dossou-Yovo, cestista francese
- 2000 - Ryō Hirose, fondista giapponese
- 2000 - Kader Keïta, calciatore ivoriano
- 2000 - Ryan Longman, calciatore inglese
- 2000 - Sara Natami, lottatrice giapponese
- 2000 - Oliver Rasmussen, pilota automobilistico danese
- 2000 - Joseph Rosales, calciatore honduregno
- 2000 - Nicolás Varrone, pilota automobilistico argentino

## XXI secolo(19)
- 2001 - Lucas Chevalier, calciatore francese
- 2001 - Mattia Compagnon, calciatore italiano
- 2001 - Naomie Feller, calciatrice francese
- 2001 - Thomas Gundelund, calciatore danese
- 2001 - Margherita Monnecchi, calciatrice italiana
- 2001 - Camiel Neghli, calciatore algerino
- 2001 - Day'Ron Sharpe, cestista statunitense
- 2001 - Ryūsei Yamanaka, pilota motociclistico giapponese
- 2002 - Max Bruns, calciatore olandese
- 2002 - Felipe Felício, calciatore brasiliano
- 2002 - Lara Naki Gutmann, pattinatrice artistica su ghiaccio italiana
- 2002 - Natalia Padilla, calciatrice polacca
- 2002 - Arnaud Tendon, ciclista su strada e pistard svizzero
- 2002 - Alemão, calciatore brasiliano
- 2003 - Niklas Behrens, ciclista su strada e ciclocrossista tedesco
- 2004 - Ian Silva, calciatore portoricano
- 2007 - Fernanda Paola Carmona Vazquez, nuotatrice artistica messicana
- 2007 - Darwin Guagua, calciatore ecuadoriano
- 2009 - Ema Kaufmanová, nuotatrice artistica ceca

## Senza anno specificato(1)
- Christian Danley, artista, animatore e doppiatore statunitense